# Джордж Смит (биохимик)
Джордж Пиърсън Смит (на английски: George Pearson Smith) е американски биохимик и биолог.

## Биография
Роден е на 10 март 1941 година в Норуок, Кънектикът. Завършва биология в Хавърфордския колеж, след което защитава докторат по бактериология и имунология в Харвардския университет. Започва работа в Уисконсинския университет, а от 1975 година е в Мисурийския университет. Известен е с техниката на фаговия дисплей, използваща бактериофаги за изучаване на взаимодействията на протеини с други протеини, пептиди и дезоксирибонуклеинова киселина.
През 2018 година получава Нобелова награда за химия, заедно с Франсис Арнолд и Грег Уинтър.